# El mestre i Margarida
El mestre i Margarida (en rus: Ма́стер и Маргари́та, transcrip. Màster i Margarita) és la novel·la més coneguda de l'escriptor soviètic, nascut a Kíiv, Mikhaïl Bulgàkov. Esdevinguda un clàssic de la literatura soviètica del segle xx, la popular sàtira soviètica relata la visita del diable a l'atea Unió Soviètica, on sembra el caos enmig d'una societat sufocada pel burocràtic ordre social.

## Història
Mikhaïl Bulgàkov va començar a escriure la novel·la el 1928, però va cremar el primer manuscrit el 1930 en veure que a la Unió Soviètica no podia tenir cap futur com a escriptor. Un any més tard, va reprendre l'escriptura de l'obra.
El 1935 Bulgàkov va assistir a la festa a l'Spaso House (residència de l'ambaixador dels EUA a la Unió Soviètica), organitzada pel seu amfitrió William Christian Bullitt. La disbauxa del faust banquet, que fins i tot va comptar amb animals prestats del zoològic de Moscou per tal d'adornar la cita, va impressionar Bulgàkov, que va incloure l'espectacular esdeveniment en la seva novel·la tot transformant-lo en el ball de primavera sota lluna plena, celebrat pel seu protagonista el diable.
La segona versió de la novel·la va ser completada el 1936 i ja incloïa les principals línies argumentals de la versió final.
La tercera versió va ser acabada el 1937, però Bulgàkov va continuar polint la seva obra amb l'ajuda de la seva esposa, que escrivia la novel·la al dictat de l'escriptor rus, que per motius de salut va ser forçat a interrompre la quarta versió d'El mestre i Margarida quatre setmanes abans de la seva mort, el 1940.
La primera versió del llibre va ser publicada el novembre de 1966. Es tractava d'una versió censurada amb aproximadament un 12 % del contingut original retallat i el text restant sotmès a canvis. Va ser publicada per la revista Moskvà (nr. 11, 1966 i nr. 1, 1967), amb una tirada de 150.000 exemplars que es van esgotar en qüestió de poques hores. Molts lectors van estudiar de valent el text del llibre fins a ser capaços de reproduir-lo de memòria. També es van organitzar lectures en grup on es discutia sobre la novel·la i les parts retallades per la censura van ser reproduïdes en textos mecanografiats o escrits a mà que van ser distribuïts clandestinament entre els lectors. Aquesta activitat clandestina, al bloc soviètic, és coneguda com a samizdat.
El 1967 l'editorial Posev (Frankfurt) va editar una versió de la novel·la, completada gràcies a l'ajuda de les còpies samizdat.
A Rússia, la primera versió completa del llibre va ser publicada per l'editorial khudójestvennaia literatura (en rus: Художественная литература, traduïble per Literatura fictícia) el 1973. Aquesta versió, basada en un manuscrit del 1940, va romandre l'edició canònica de la novel·la fins que el 1989 l'experta en literatura Lídia Ianòvskaia va enllestir una darrera versió basada en tots els manuscrits existents.
El pis del carrer Sadóvaia 302b, apartament 50, que és l'indret on se centra part de l'acció de la novel·la és una adreça que existeix realment a Moscou i que ha esdevingut un punt de pelegrinatge pels fans de Bulgàkov.

## Traduccions al català
- El mestre i Margarida, traducció de Manuel de Seabra. Barcelona: La Magrana, 1985. ISBN 8474102170
- El mestre i Margarita, traducció de Xènia Dyakonova (amb il·lustracions de Francesc Artigau). Barcelona: Proa, 2021. ISBN 9788475888781